# Resztówka (Siedlec)
Resztówka – część wsi Siedlec w Polsce, położona w województwie wielkopolskim, w powiecie gostyńskim, w gminie Pępowo.
W latach 1975–1998 Resztówka należała administracyjnie do województwa leszczyńskiego.